# Musée national de Phimai

Situation du musée national de Phimai par rapport au Prasat Hin Phimai

Le musée national de Phimai est un musée d'art, d'archéologie et d'histoire de Thaïlande situé à Phimai, dans la province de Nakhon Ratchasima. Il se trouve à proximité du Parc historique de Phimai. Il a été créé en 1964.

## Histoire
C'était à l'origine un musée en plein air, consacré à l'art et l'architecture anciens de l' Isaan. La plupart des objets proviennent des fouilles réalisées sur le site du Prasat Hin Phimai, mais également d'autres sites des provinces de Nakhon Ratchasima, Chaiyaphum, Buriram, Surin et Sisaket. En 1989, le département des beaux-arts réalisa le projet de rendre le musée national de Phimaï conforme aux standards des musées internationaux. Le financement fut assuré par un projet royal et un projet de l'armée (appelé le Nord-Est vert), trois nouveaux bâtiments contigus furent édifiés pour abriter les collections et les jardins furent aménagés. Son altesse royale la princesse Maha Chakri Sirindhorn présida la cérémonie d'inauguration du nouveau complexe le 4 août 1993.

## Le musée
- Au rez-de-chaussée, on trouve une salle consacrée à Phimai, une salle de recherches archéologiques contenant de nombreux linteaux, une salle sur les sociétés et coutumes du passé et enfin, une salle consacrée à la conservation des traditions de l'Isaan. Ce niveau contient des antiquités khmères provenant de la partie sud du Nord-Est de la Thaïlande, la grande salle comprenant la collection d'objets architecturaux en grès, tels que linteaux, pignons, chambranles ornementaux, ornements en forme de pétales de lotus, prasats[2] miniatures.
- Le premier étage comprend les salles suivantes : origines de la culture, première communauté, influence de la culture khmère, fin de la culture khmère, et l'Isaan. Il présente l'histoire et l'évolution sociale de la partie sud du Nord-Est de la Thaïlande, en expliquant les diverses croyances et les influences extérieures qui ont fait naître la civilisation indigène et qui ont eu un impact depuis l'époque préhistorique jusqu'à nos jours.
- À l'extérieur, dans le jardin du musée national, on trouve une superbe collection de sémas[3] et de linteaux.

## Photographies

Panoramas
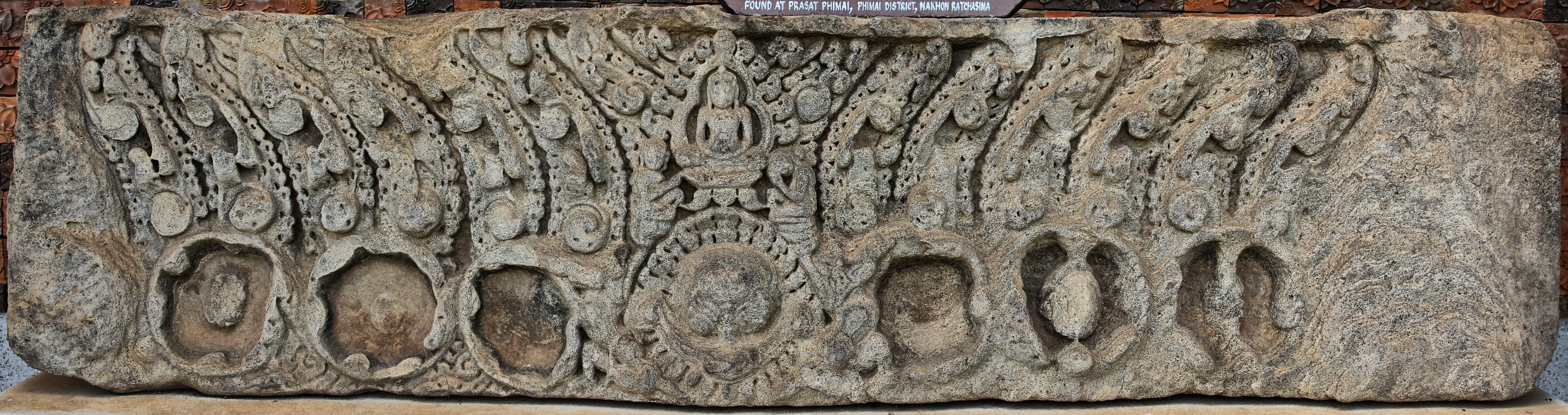
Bouddha en méditation sur un kala ou kirtimukha.Style du Bayon, XIIIe siècle. Trouvé au Prasat Hin Phimai
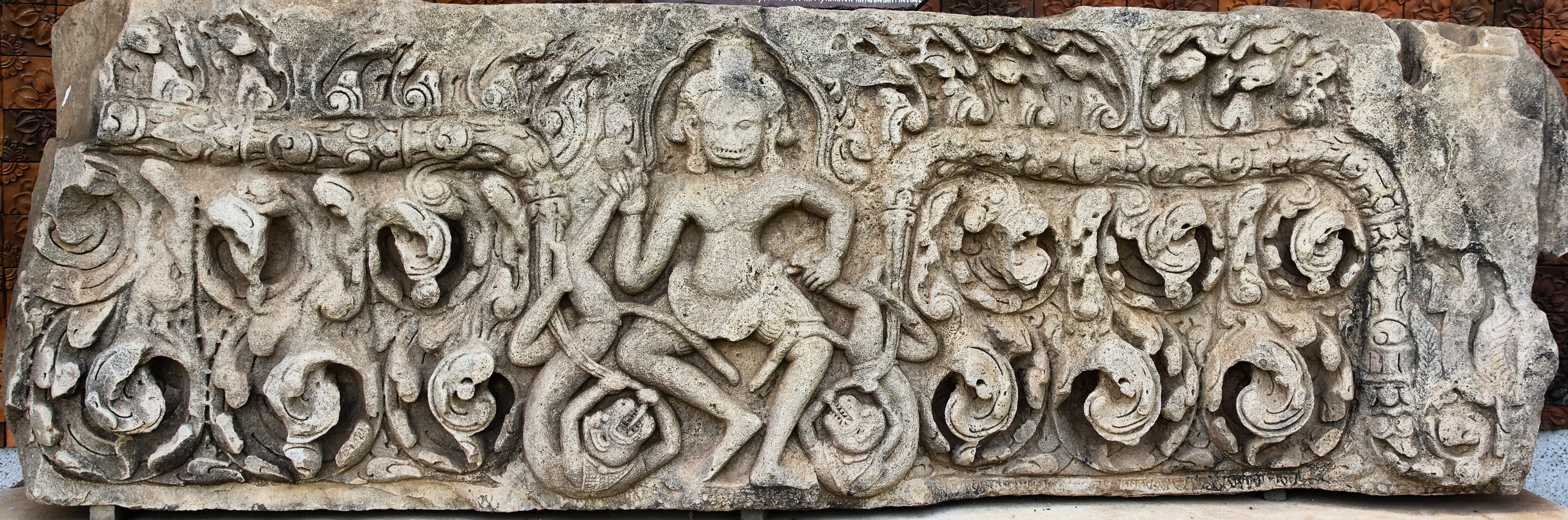
Scène du Râmâyana. Style d'Angkor Vat, XIIe siècle. Trouvé au Prasat Hin Phimai
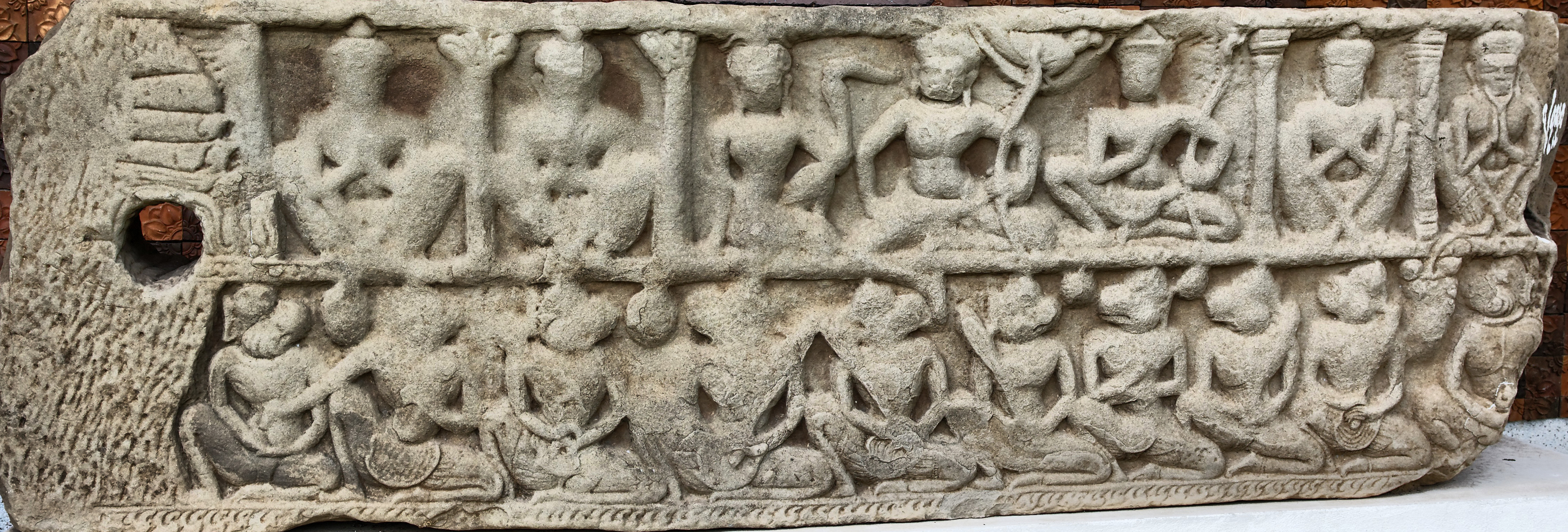
Scène du Râmâyana. Style d'Angkor Vat, XIIe siècle. Trouvé au Prasat Hin Phimai
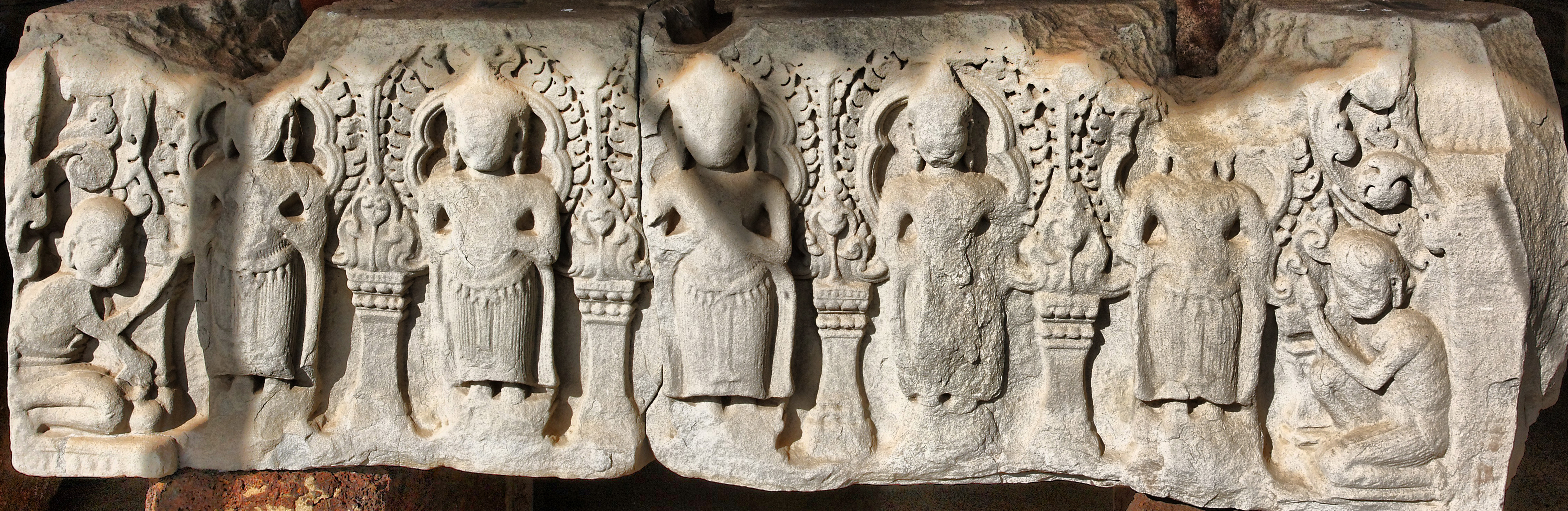
Bouddhas debout enseignant. Style d'Angkor Vat, XIIe siècle. Trouvé au Prasat Hin Phimai
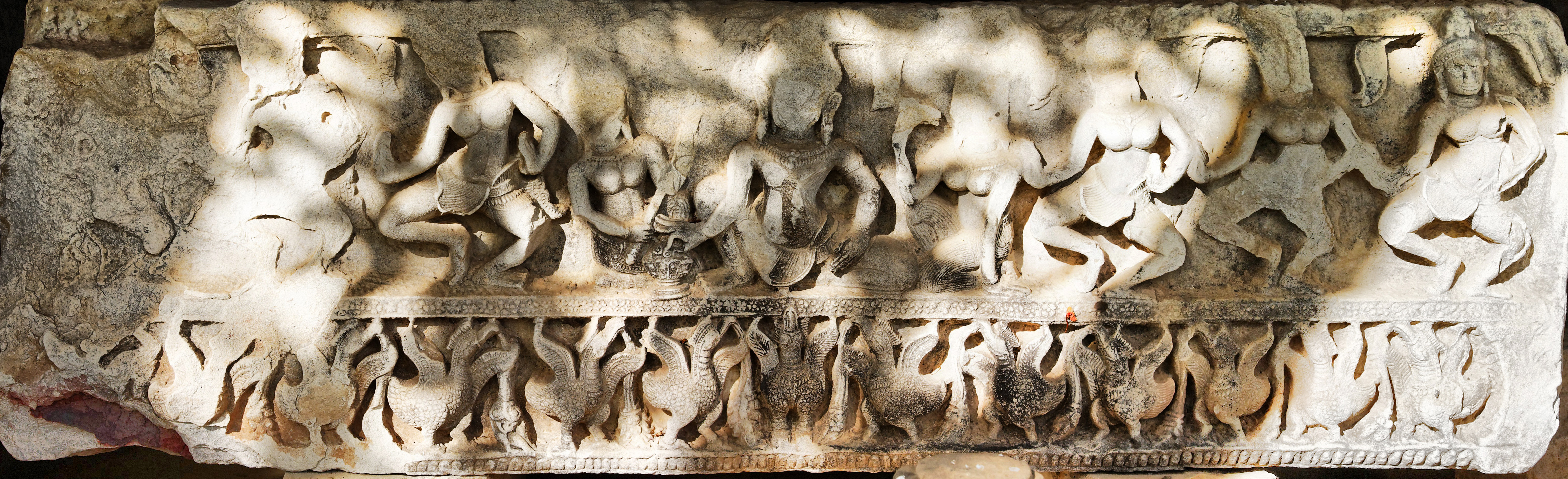
Bouddhas debout enseignant. Style d'Angkor Vat / Bayon, XIIe - XIIIe siècle. Trouvé au Prasat Hin Phimai
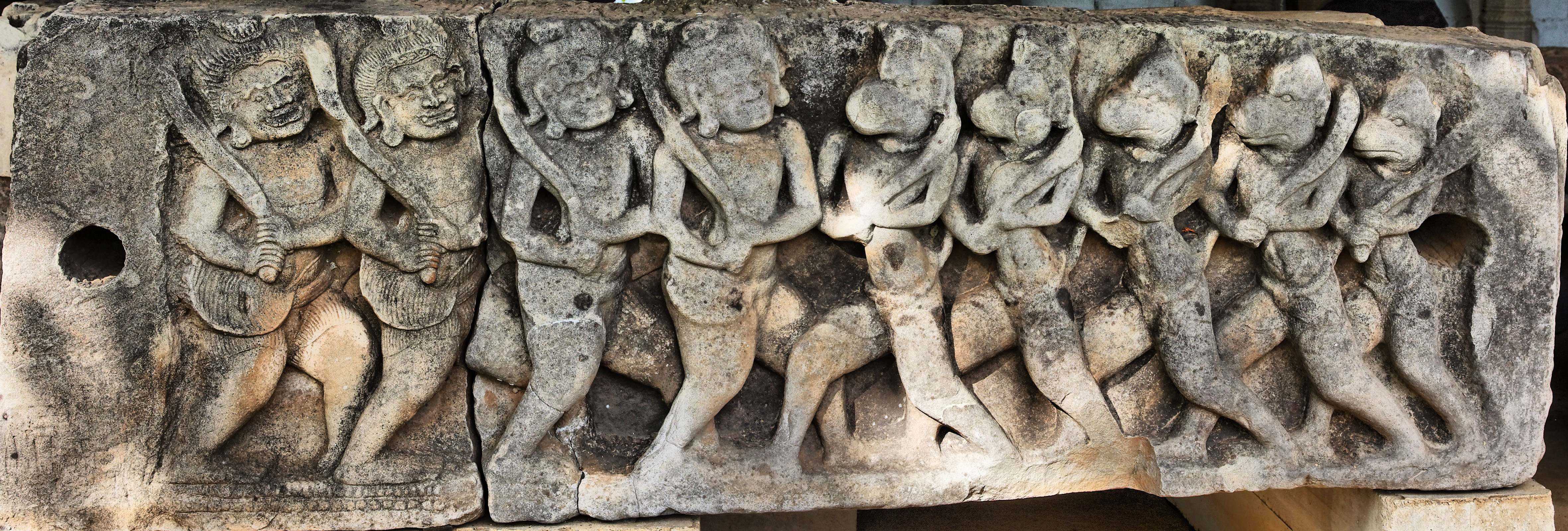
Scène du Râmâyana. Style d'Angkor Vat, XIIe siècle. Trouvé au Prasat Hin Phimai
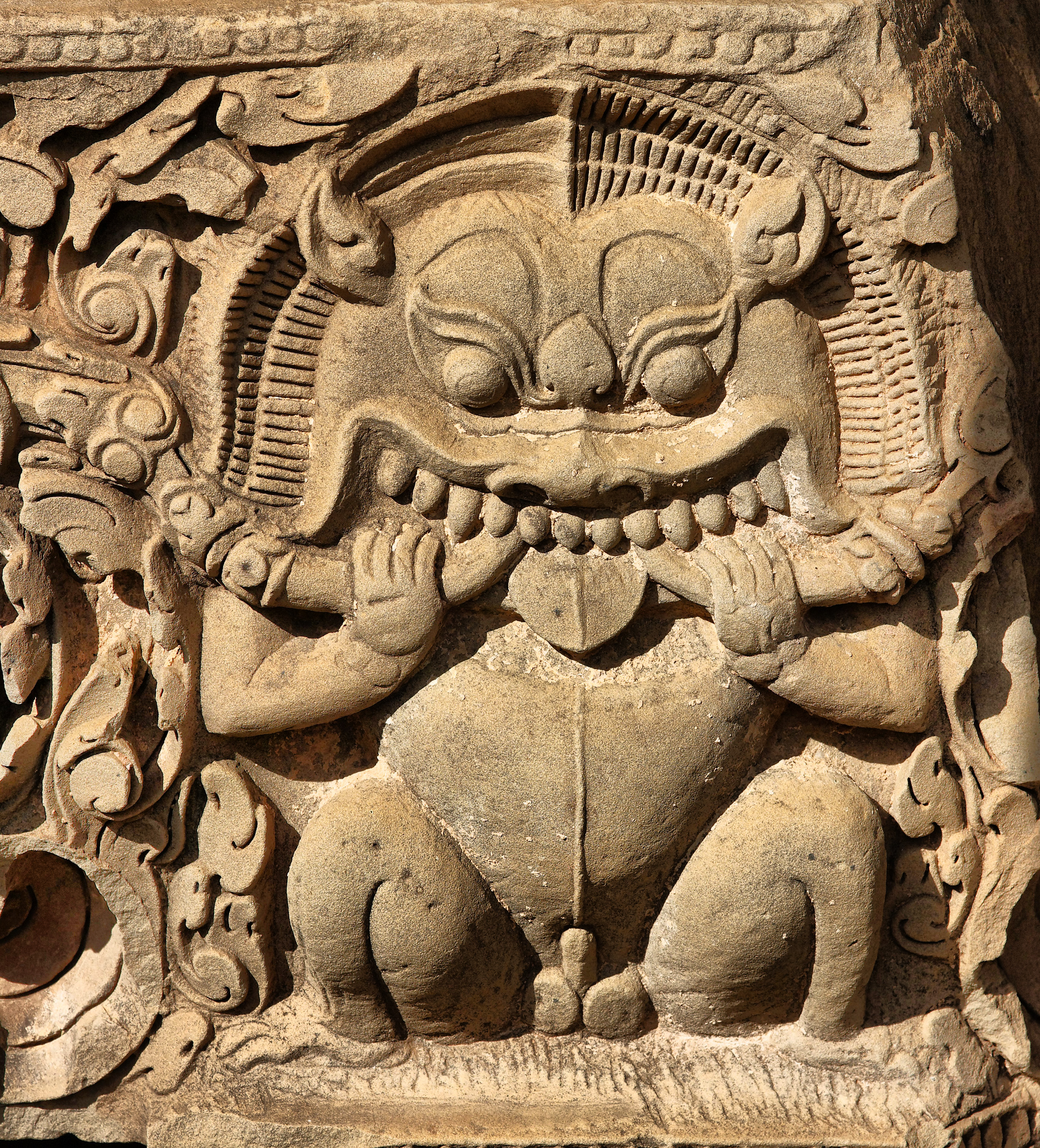
Détail d'un linteau représentant un singha[4]. Style d'Angkor Vat, XIIe siècle. Trouvé au Prasat Hin Phimai
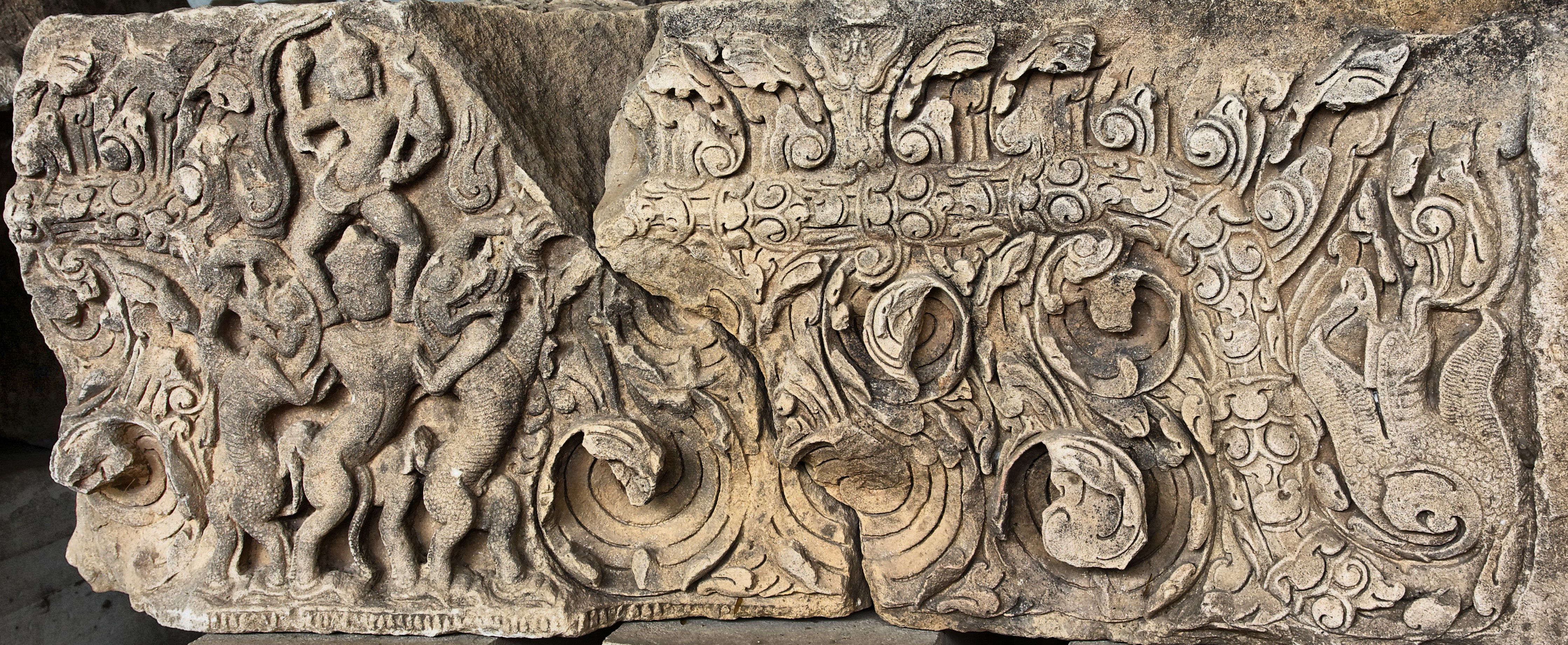
Scène du Râmâyana. Style d'Angkor Vat, XIIe siècle. Trouvé au Prasat Hin Phimai
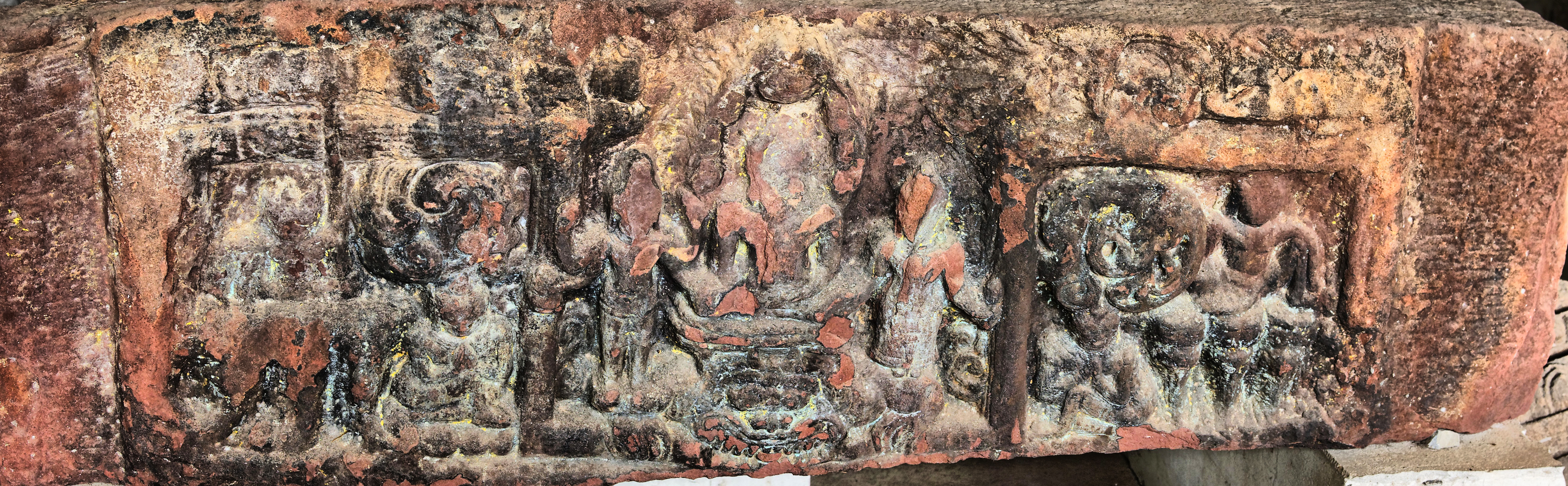
La trinité du Mahayana. Style du Bayon, XIIIe siècle. Trouvé au Ku Ban Daeng, province de Maha Sarakham
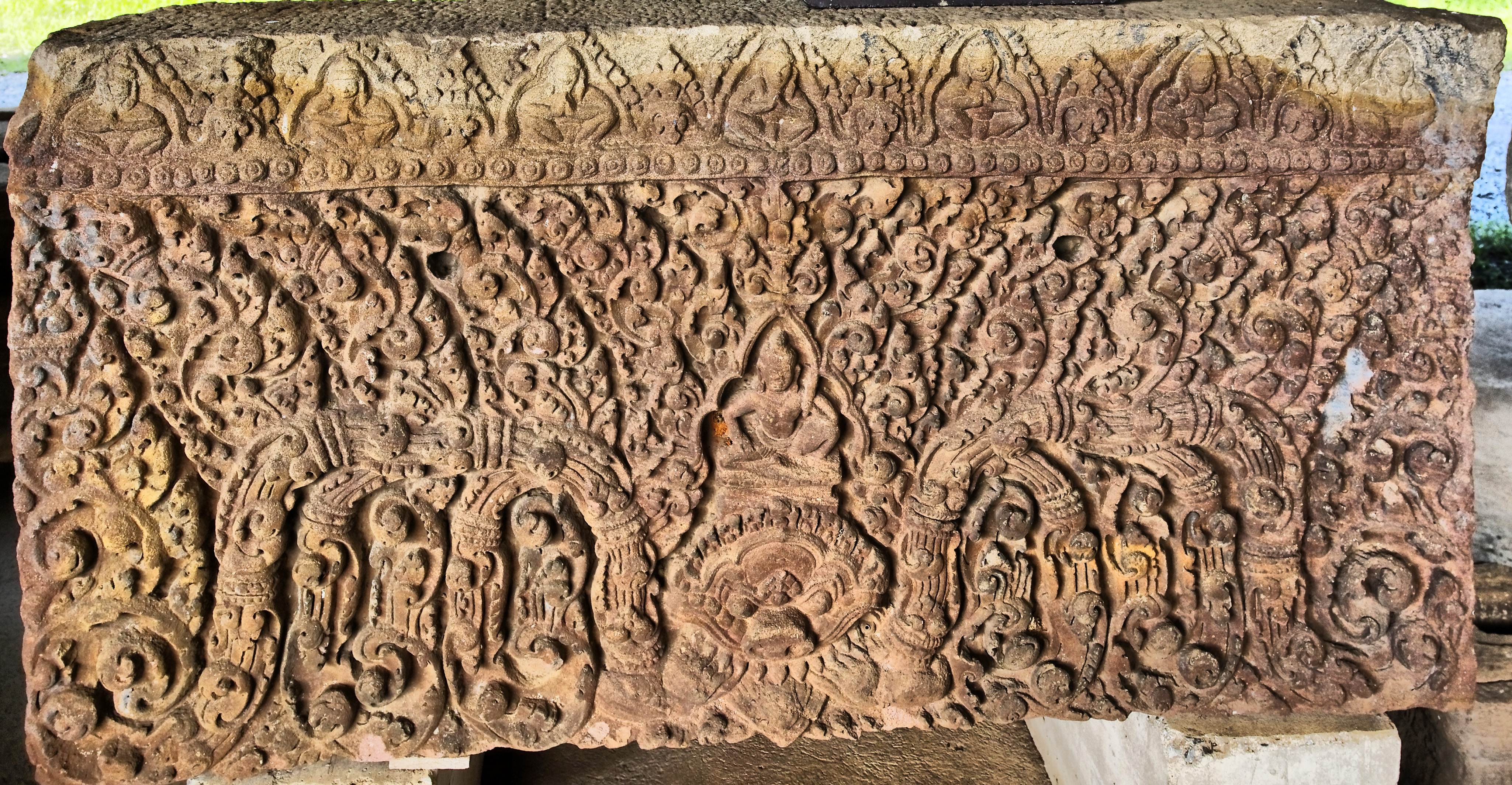
Divinité assise sur un kirtimukha. Linteau du Prasat principal. Style du Baphuon, XIe siècle. Trouvé au Prasat Muang Tam
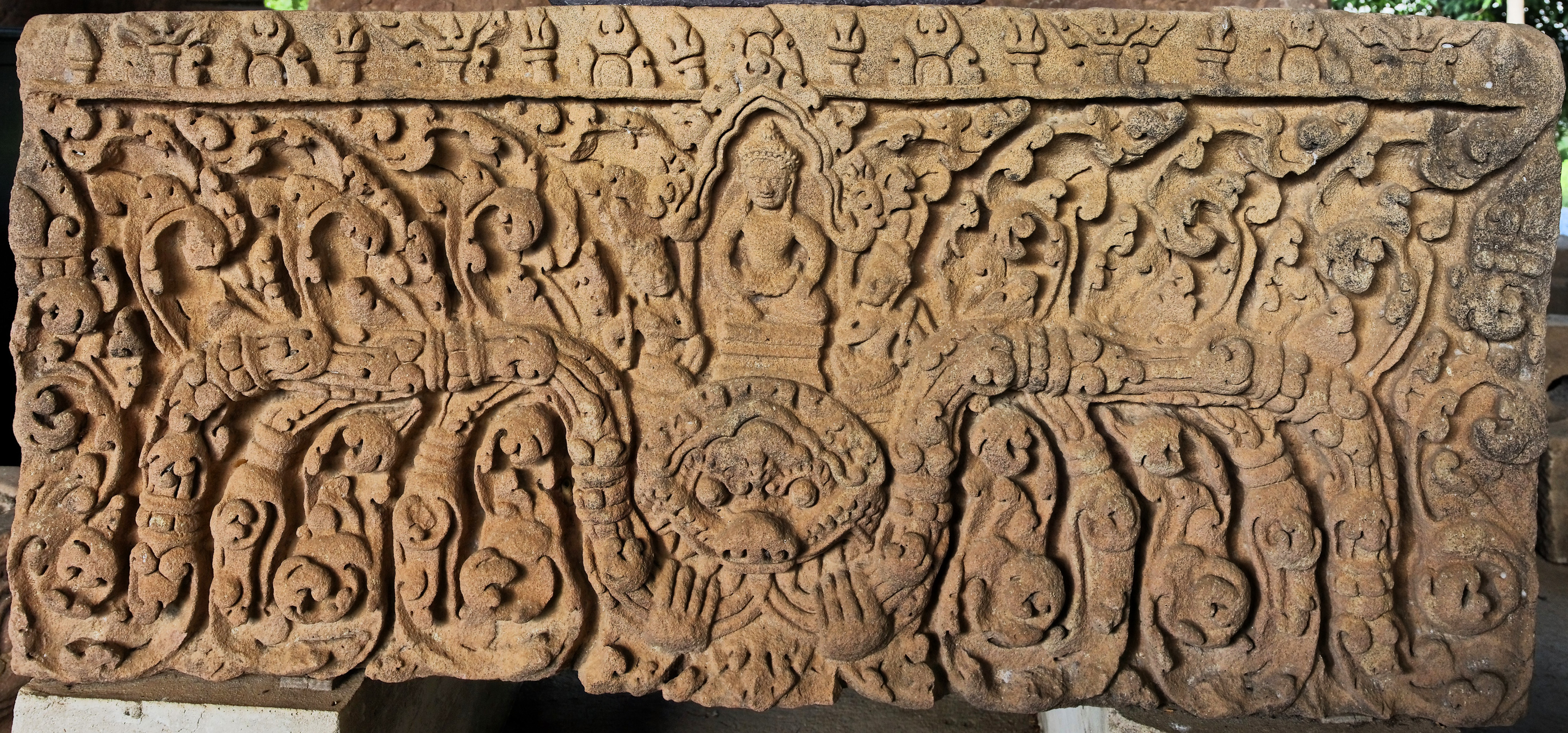
Divinité assise sur un kirtimukha. Style du Baphuon, XIe siècle. Trouvé au Prasat Hin Phimai
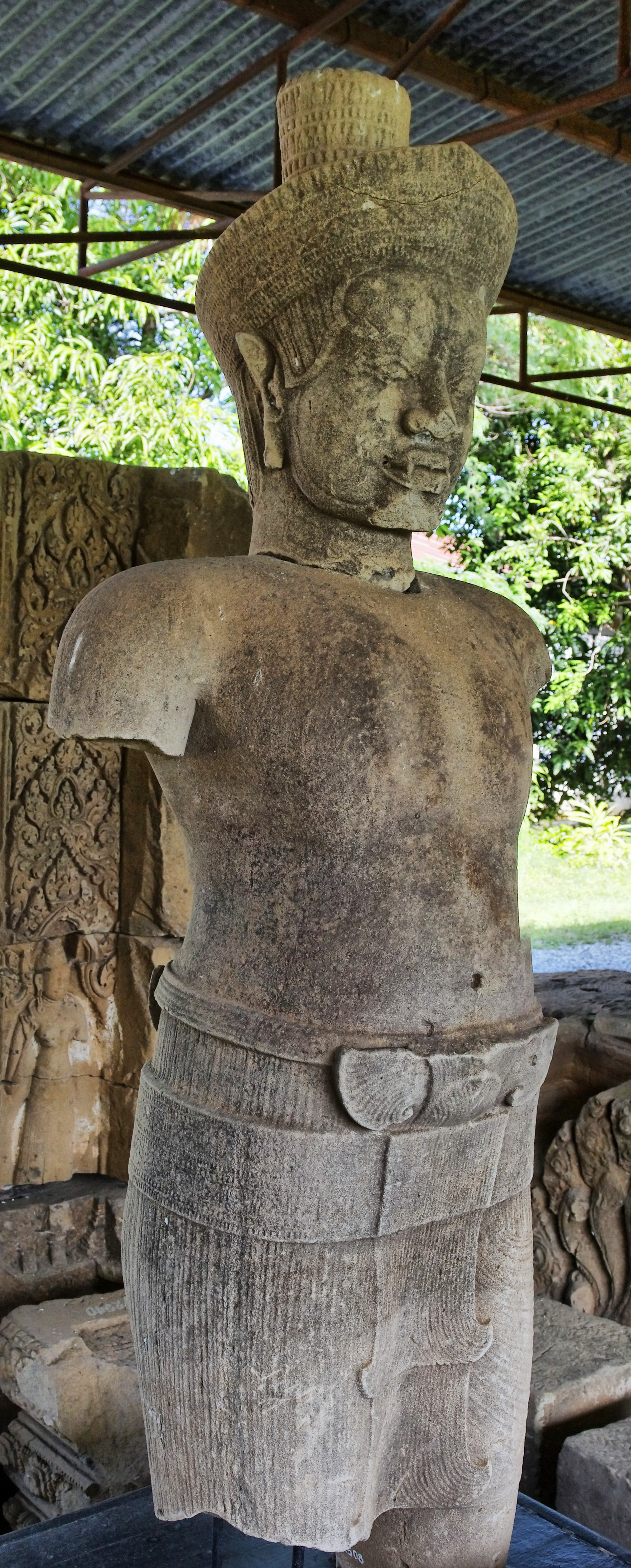
Dvarapala. Style d'Angkor Vat, XIIe siècle. Trouvé au Prasat Hin Phimai

Photos
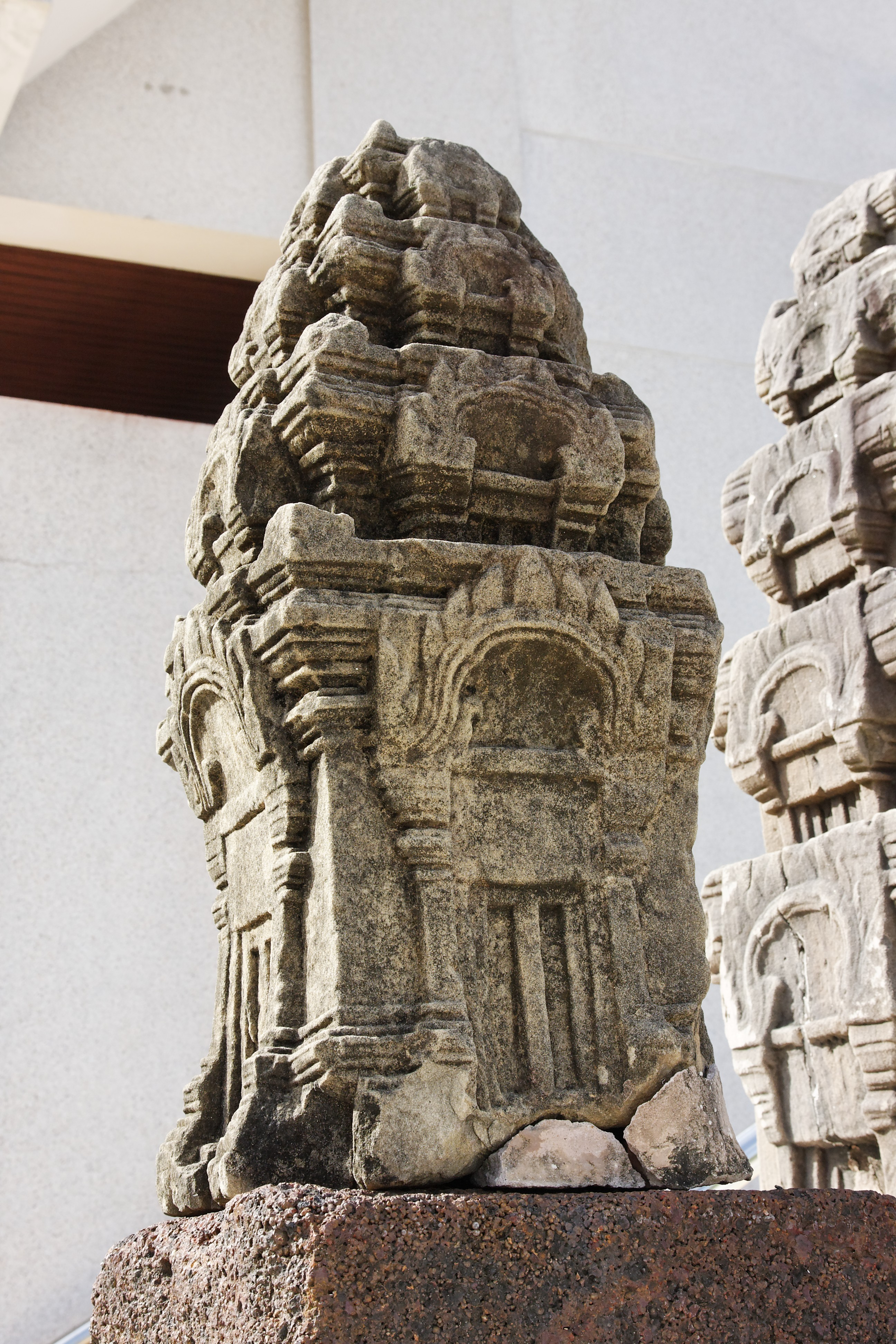
Prang miniature
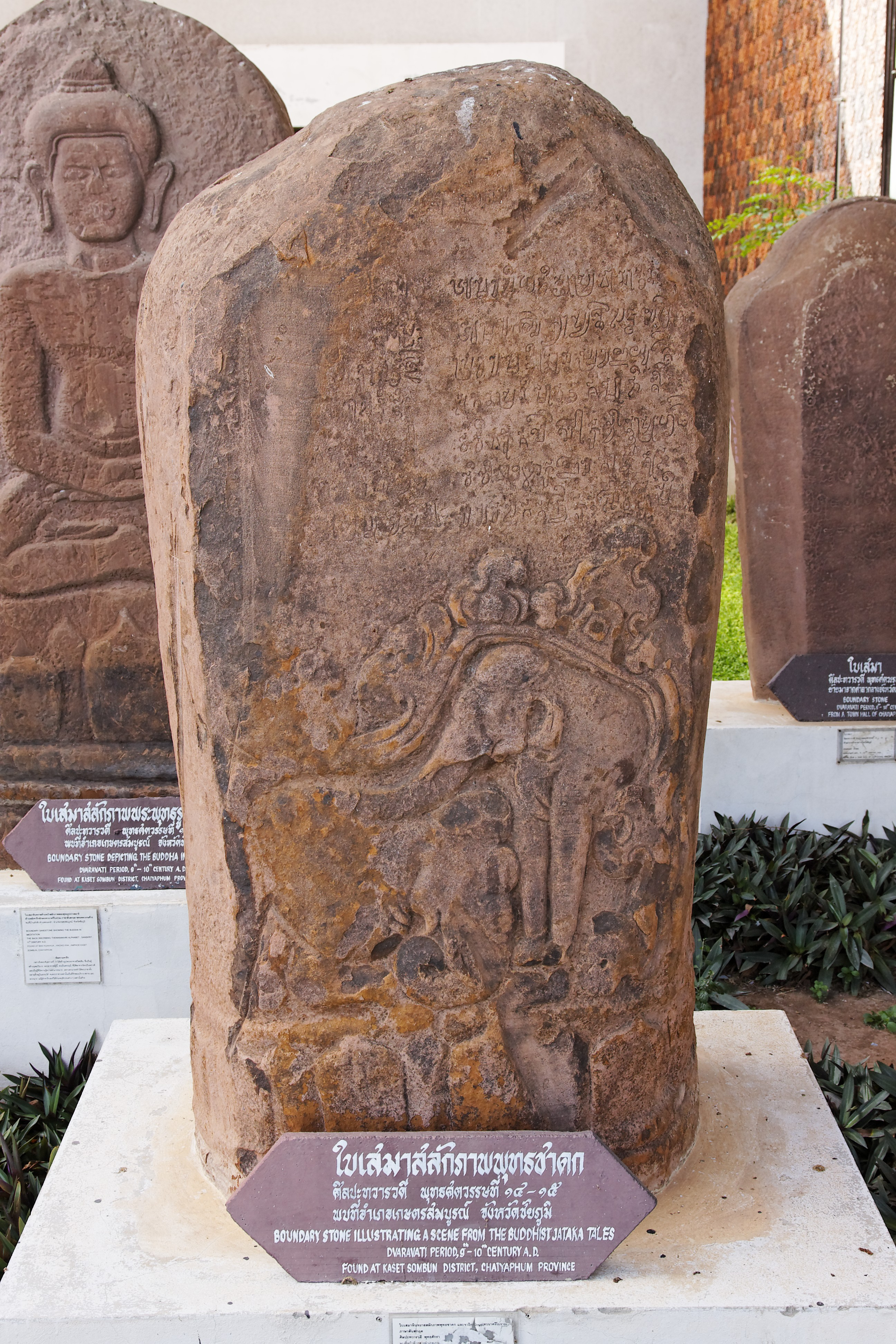
Séma[5] illustrant une scène des Jātakas, période Dvaravati, IXe - Xe siècle, trouvée dans le district de Kaset Sombun, province de Chaiyaphum
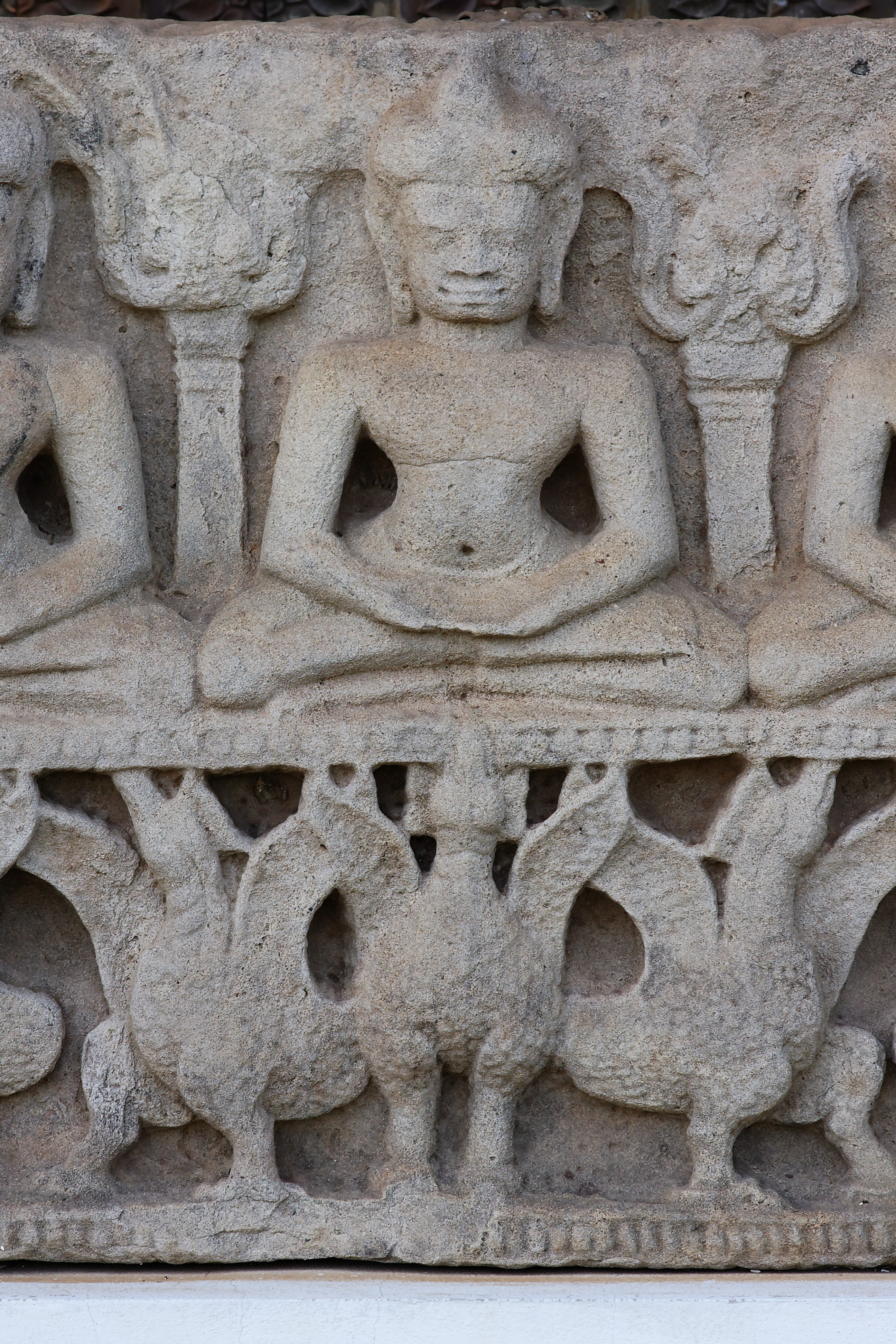
Détail d'un linteau khmer trouvé au Prasat Hin Phimai, style du Bayon: Bouddha en méditation sur des oies Hamsas
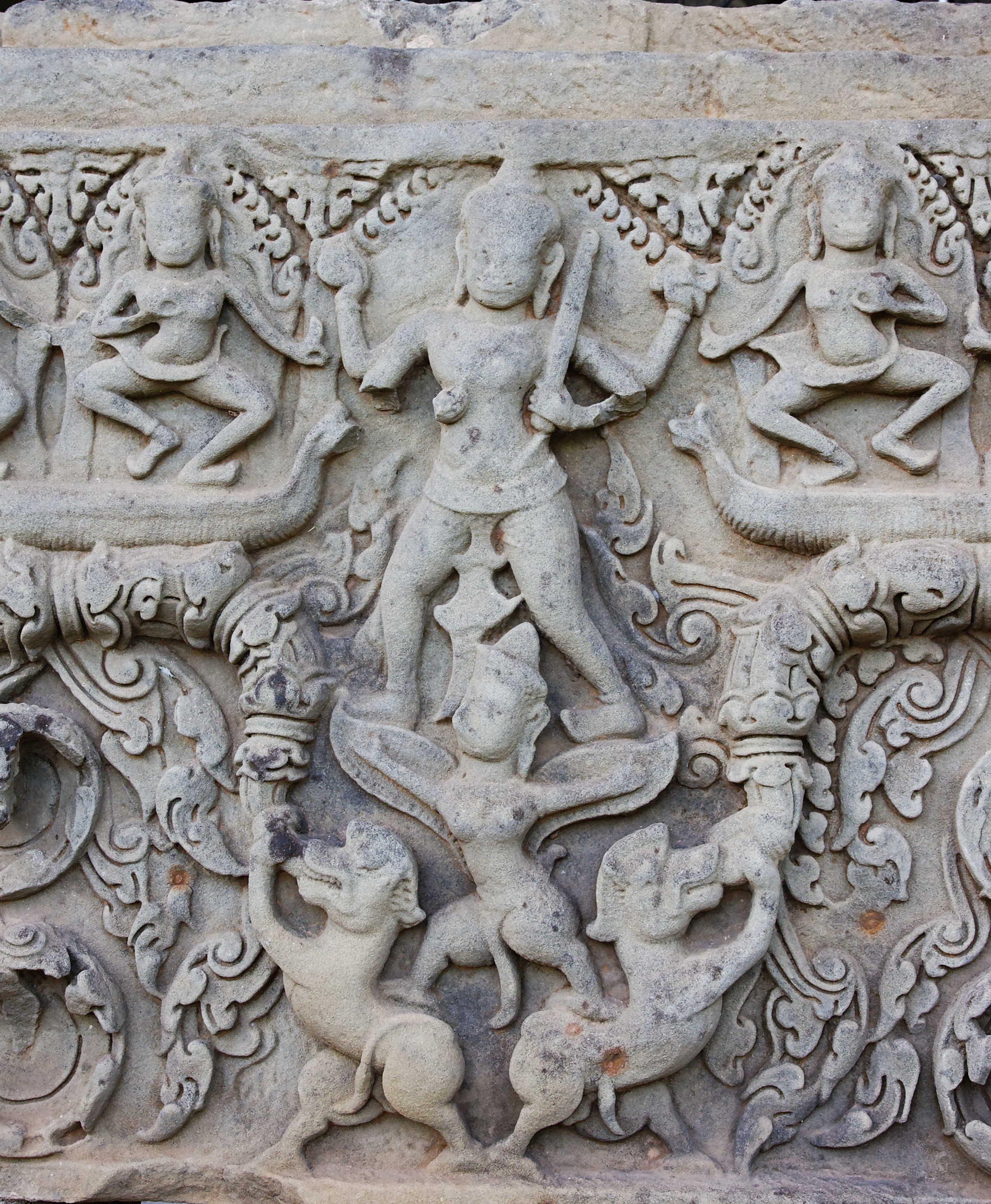
Détail d'un linteau: Vishnou sur sa monture Garuda
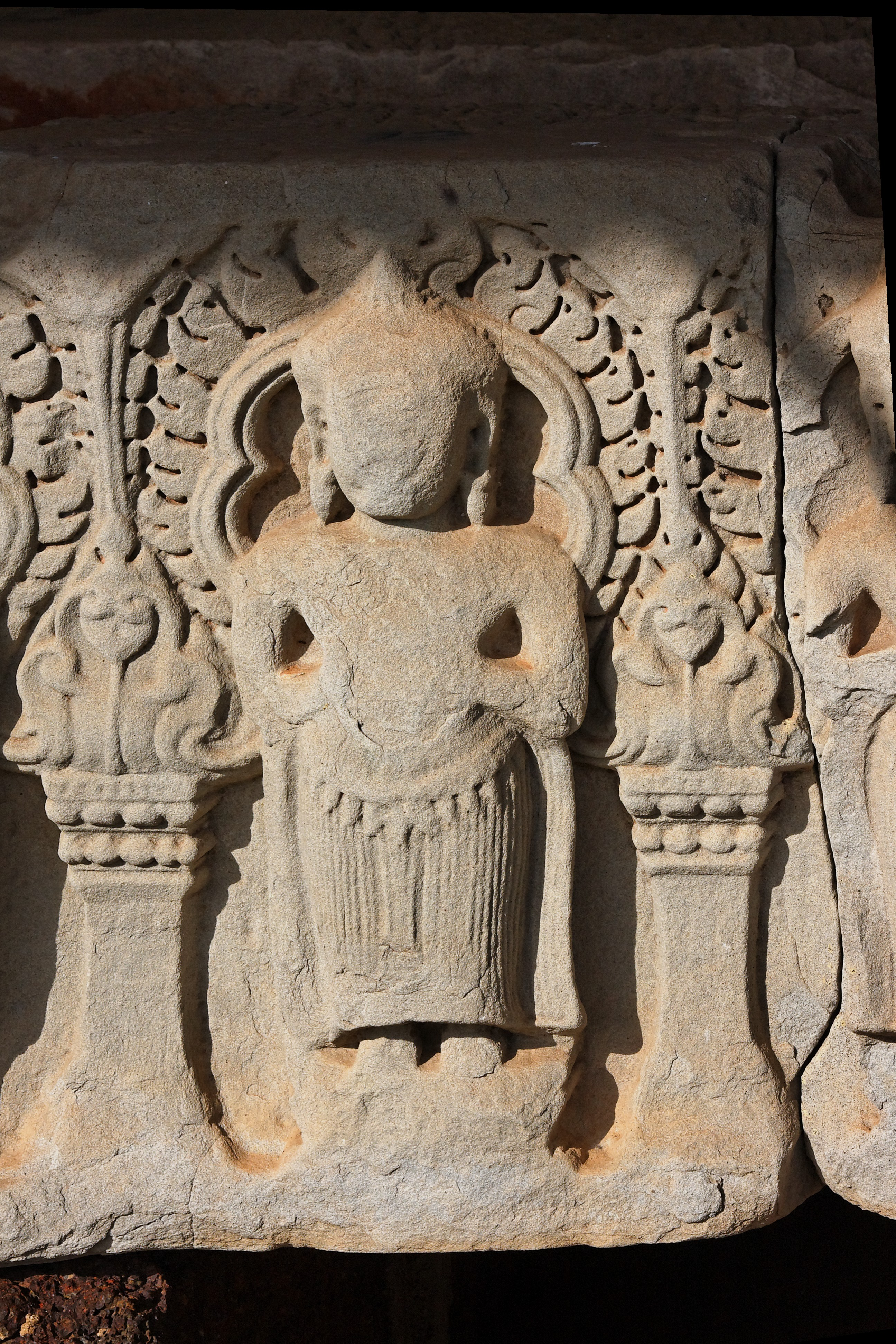
Détail d'un linteau khmer, trouvé au Prasat Hin Phimai, style d'Angkor Vat, XIIe siècle : Bouddha debout enseignant
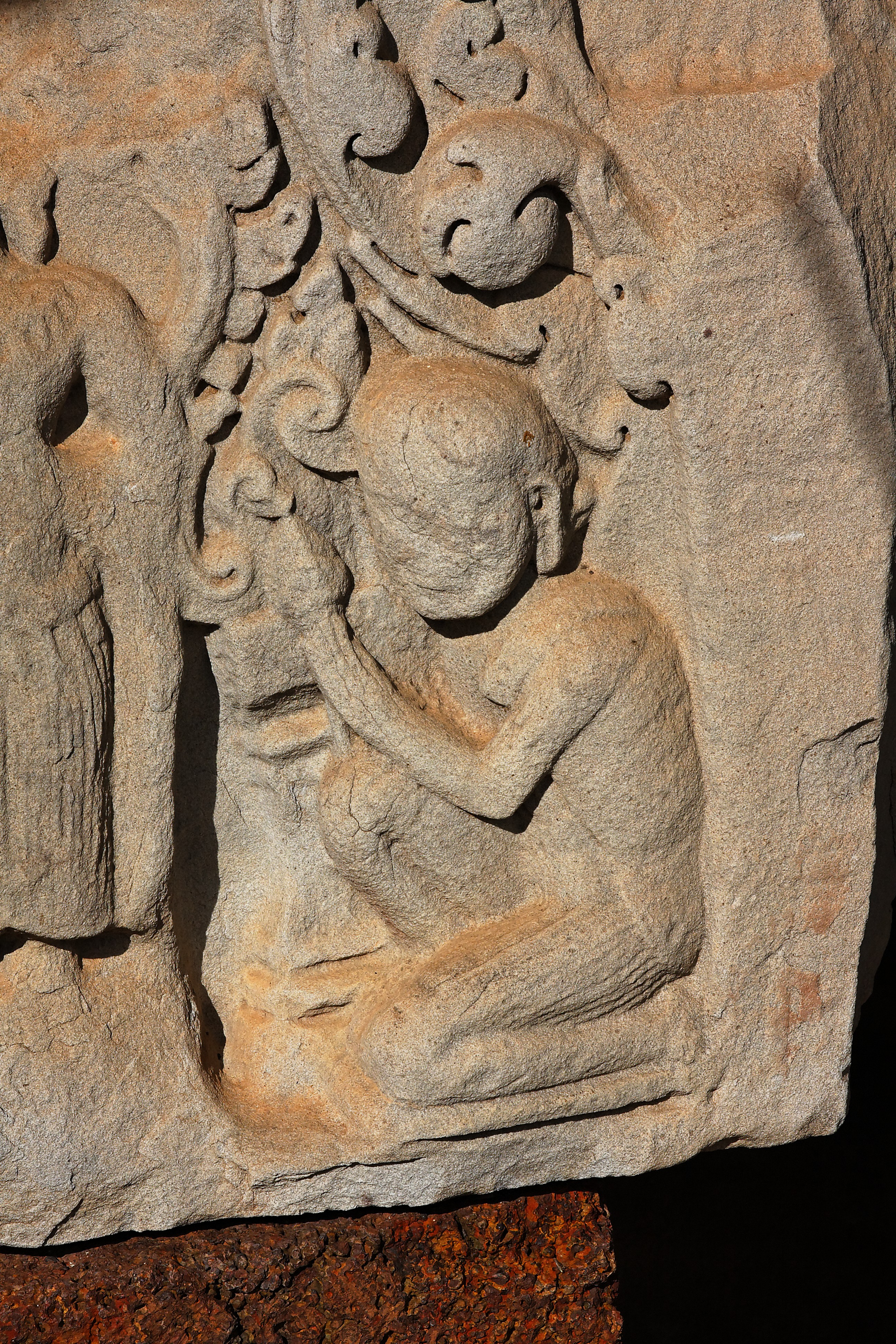
Détail d'un linteau khmer, trouvé au Prasat Hin Phimai, style d'Angkor Vat, XIIe siècle : dévot écoutant l'enseignement de Bouddha
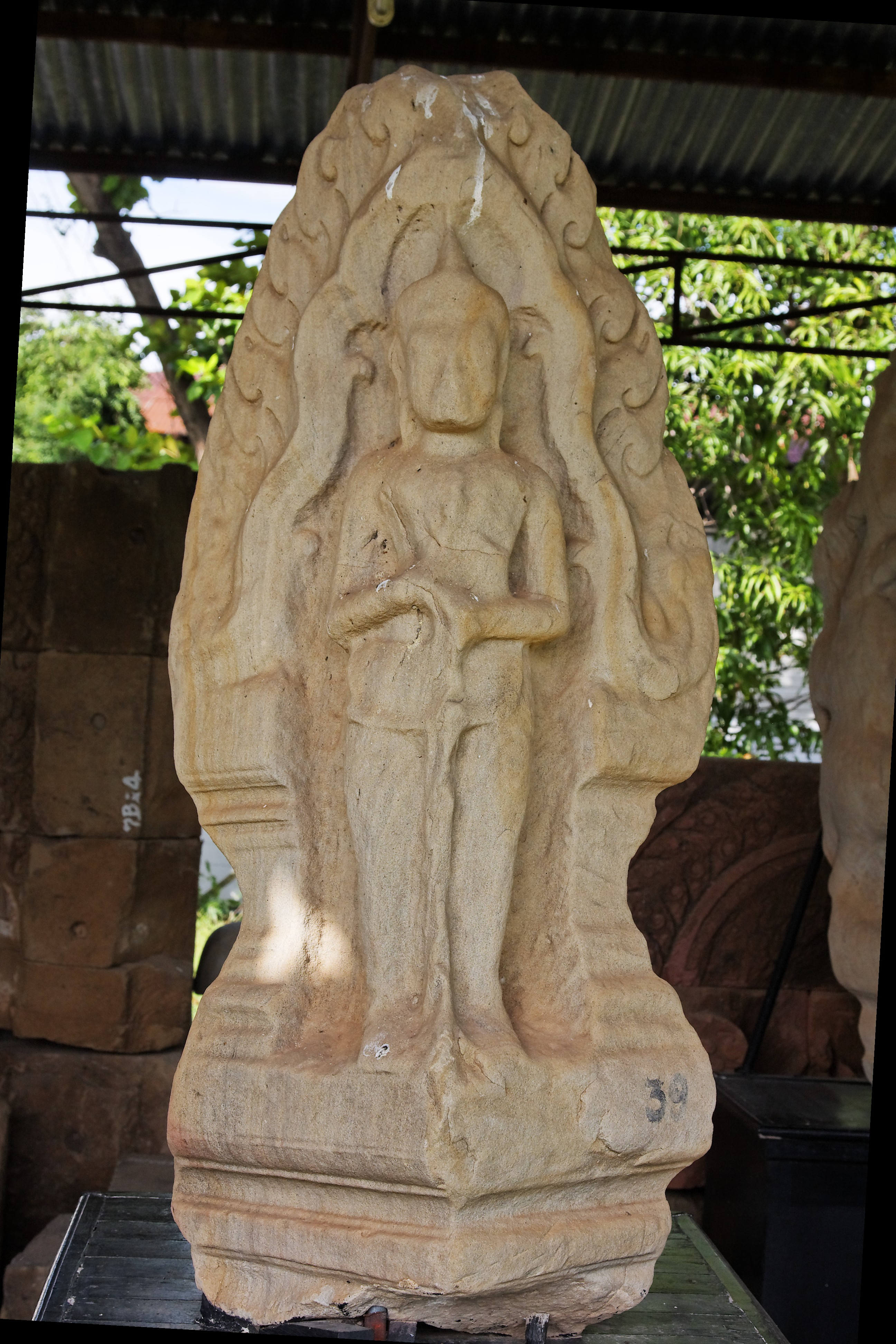
Antéfixe, trouvé au Prasat Hin Phimai, style d'Angkor Vat, XIIe siècle
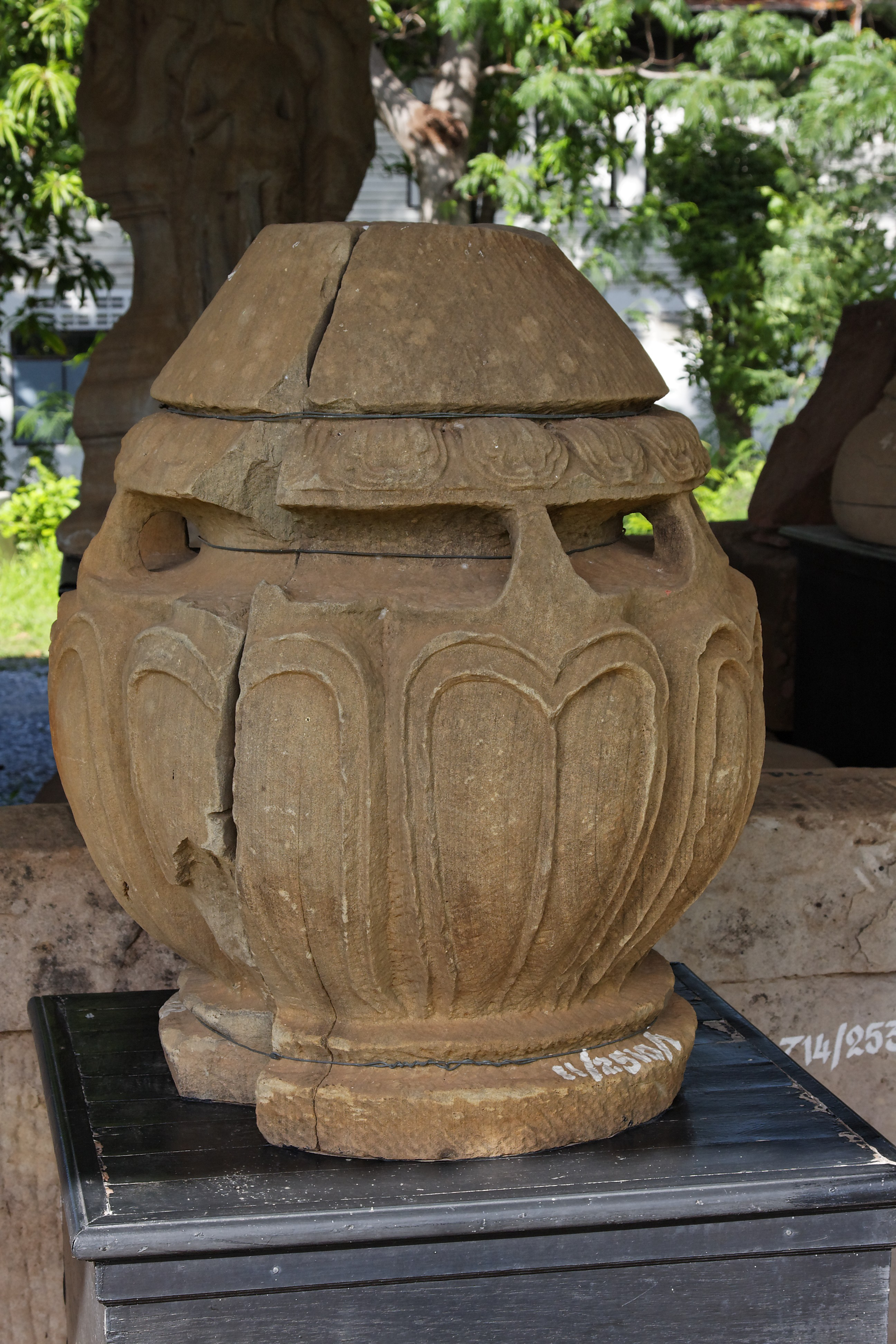
Élément décoratif en pierre représentant un bouton de lotus, placé au sommet des tours des temples khmers, trouvé à Prasat Prang Ku, Xe siècle
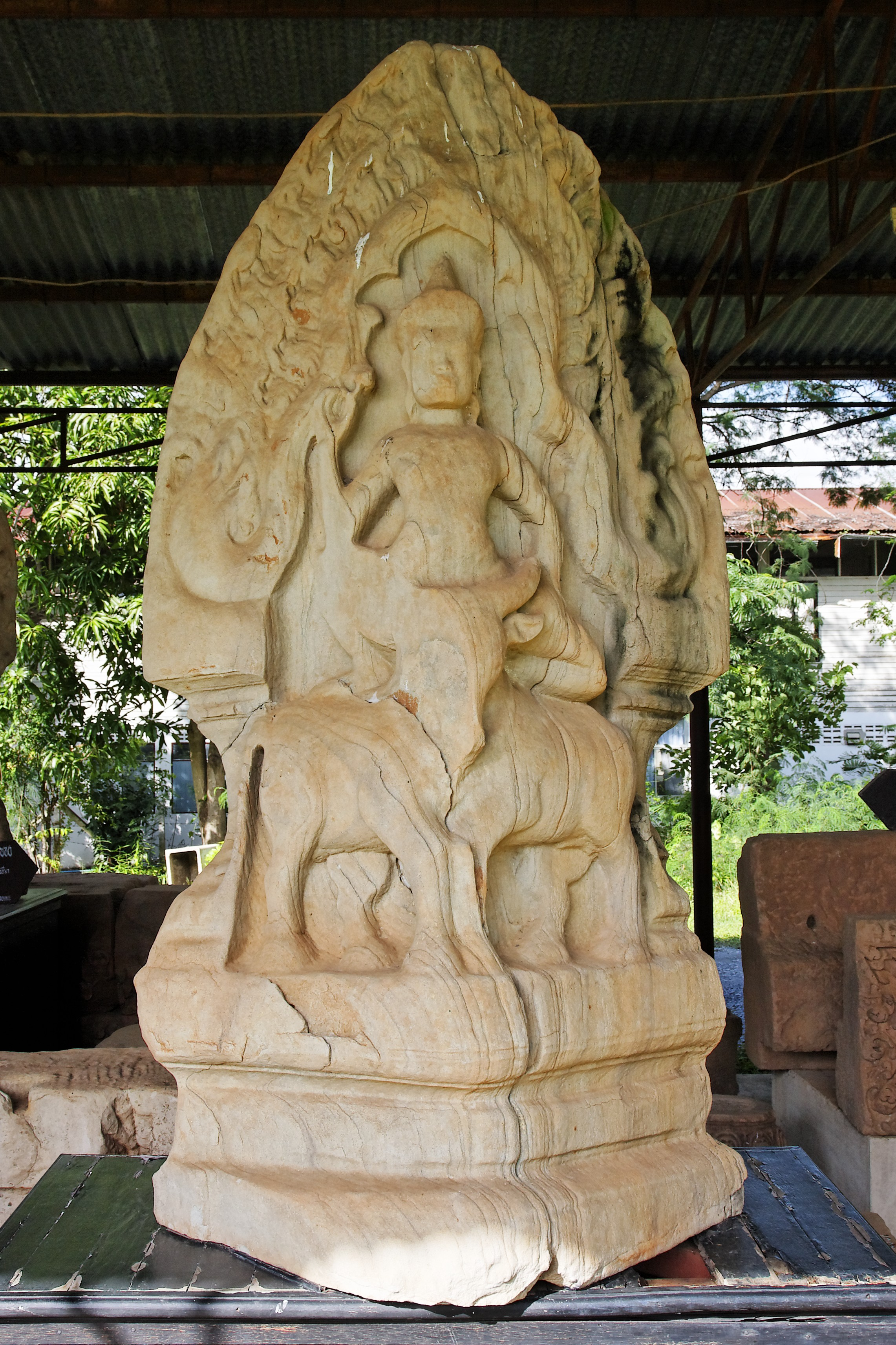
Antéfixe, trouvé au Prasat Hin Phimai, style d'Angkor Vat, XIIe siècle, montrant Yama, gardien du sud, sur un buffle
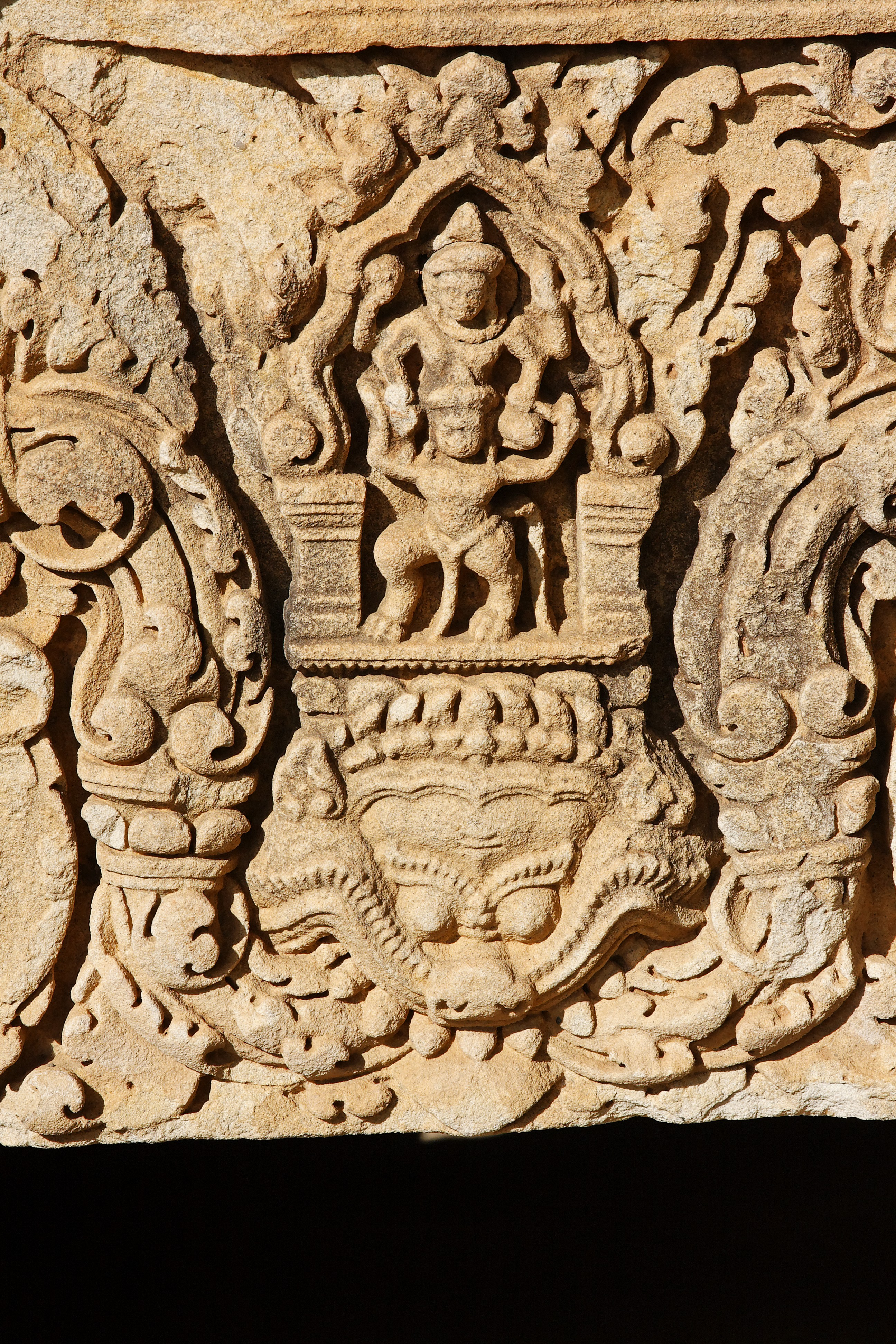
Détail d'un linteau khmer, trouvé au Prasat Bai Baek, style du Baphuon, XIe siècle : Vishnou sur Garuda, surmontant un Kala.
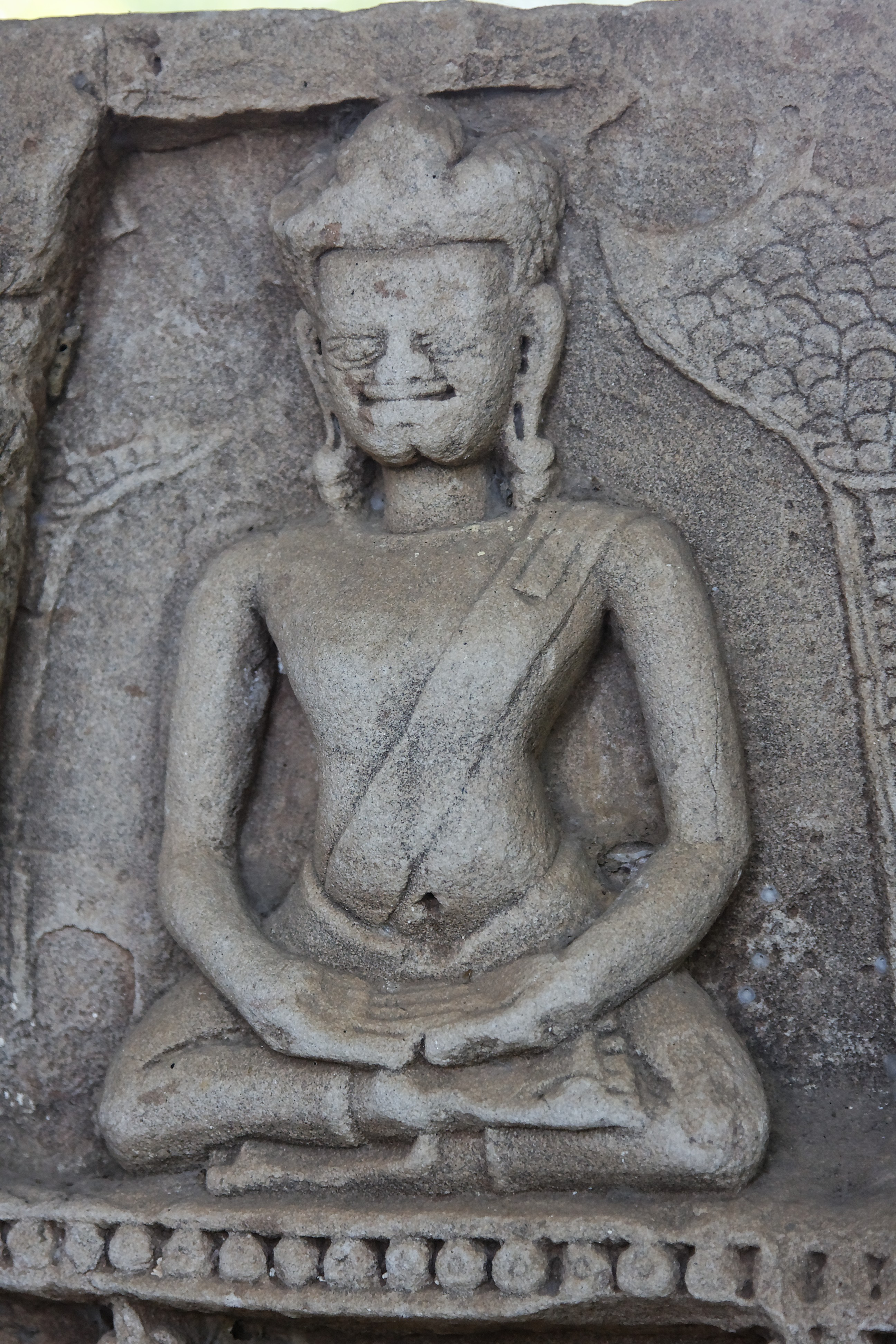
Détail d'un linteau khmer : Bouddha en méditation
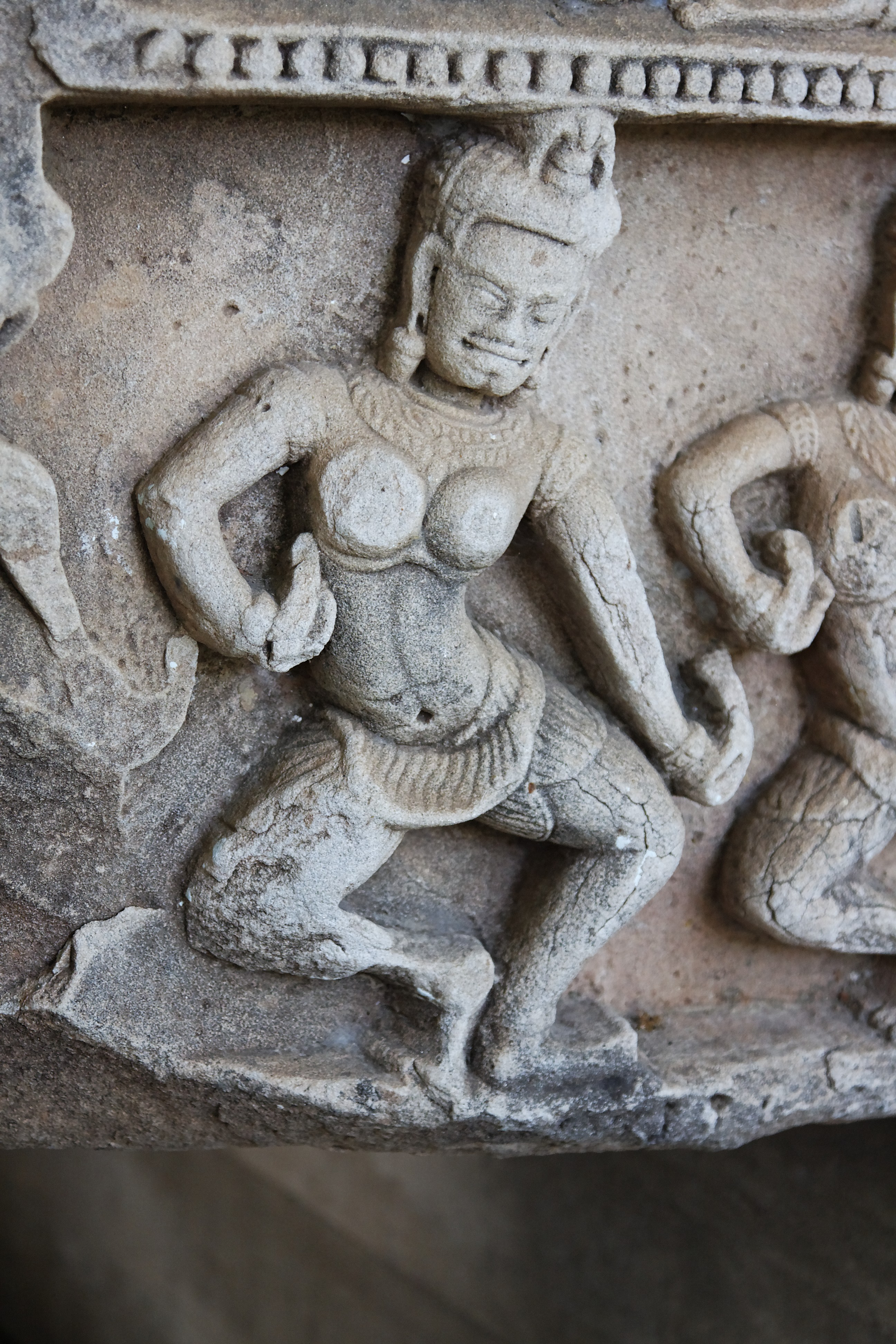
Détail d'un linteau khmer : Apsara, danseuse céleste